# Чернозём (Черниговская область)
Чернозём (укр. Чорнозем) — село в Семёновском районе Черниговской области Украины. Население 63 человека. Занимает площадь 0,21 км².
Код КОАТУУ: 7424786508. Почтовый индекс: 15411. Телефонный код: +380 4659.

## Власть
Орган местного самоуправления — Тимоновичский сельский совет. Почтовый адрес: 15410, Черниговская обл., Семёновский р-н, с. Тимоновичи, ул. Победы, 1.